# S. G. F. Brandon
Pour les articles homonymes, voir Brandon.
Samuel George Frederick Brandon (1907-1971) a été, à partir de 1951, professeur de religion comparée à l'université de Manchester (Royaume-Uni).

## Thèmes de recherche
S. G. F. Brandon débuta sa réflexion sur le Nouveau Testament avec son ouvrage La chute de Jérusalem et l'Église chrétienne (The Fall of Jerusalem and the Christian Church (1951)).
Une de ses thèses les plus célèbres, qui ouvrit un large débat parmi les exégètes, consistait à démontrer que Jésus avait été le chef politique d'un courant juif révolutionnaire ayant subi une forte influence du mouvement zélote. Son argumentation est développée dans son livre, paru en 1967 Jésus et les Zélotes: Recherche sur le facteur politique dans le christianisme primitif.
Cette thèse, qui provoqua de vives réactions dans le monde entier, présente Jésus comme un activiste politique ayant lutté énergiquement contre les pouvoirs constitués palestiniens (Les forces d'occupation romaines, mais aussi l'aristocratie juive de Jérusalem qui collaborait avec elles).
Publié en 1968, son ouvrage Le Procès de Jésus de Nazareth porte sur l'événement de la chute du Temple de Jérusalem (70 ap. Jc.) et ses répercussions sur l'émergence de la foi chrétienne, se basant principalement sur une étude approfondie de l'évangile de Marc.

## Biographie
Brandon a été diplômé de l'université de Leeds (Royaume-Uni). Il fut ordonné prêtre anglican en 1932 après une formation dans la ville de Mirfield (Royaume-Uni). Il exerça la prêtrise durant sept années, puis s'engagea comme aumônier militaire durant la Deuxième Guerre mondiale, avant d'entamer une carrière universitaire en 1951.

## Ouvrages de S. G. F. Brandon

### En français
- Jésus et les Zélotes. Recherche sur le facteur politique dans le christianisme primitif (Ed. Flammarion, réédition en 1993).

### En anglais
- The Fall of Jerusalem and the Christian Church (1951)
- Time and Mankind: An Historical and Philosophical Study of Mankind's Attitude to the Phenomena of Change (1954)
- Man and His Destiny in the Great Religions: An Historical and Comparative Study (1962)
- Creation Legends of the Ancient Near East (1963)
- The Saviour God: Comparative Studies in the Concept of Salvation (1963) editor, contains Brandon’s « The Ritual Technique of Salvation in the Ancient Near East »
- The Judgment of the Dead: The Idea of Life after Death in the Major Religions (1967)
- Jesus and the Zealots: A Study of the Political Factor in Primitive Christianity (1967)
- The Trial of Jesus of Nazareth (1968)
- Religion in Ancient History: Studies in Ideas, Men, and Events (1969)
- A Dictionary of Comparative Religion(1970)
- Ancient Empires (1970)

## Source
- (en) Cet article est partiellement ou en totalité issu de l’article de Wikipédia en anglais intitulé « S. G. F. Brandon » (voir la liste des auteurs).